# BABY (aikoのアルバム)
『BABY』（ベイビー）は、aikoのメジャー通算9枚目のオリジナル・アルバム。2010年3月31日にポニーキャニオンから発売された。

## 解説
前作『秘密』以来2年ぶりのオリジナル・アルバム。メジャー・デビュー以降では初となる英語タイトル。初回限定盤のみカラートレイ仕様。
アルバムタイトルの『BABY』は、収録曲「鏡」の歌詞の一節であり、これをタイトルにした理由は「1曲1曲がとても大切で、愛おしいものになったから」とのこと。

## チャート成績
2010年4月12日付のオリコン週間アルバムチャートで1位を獲得。『彼女』以来2作品ぶりの同チャート1位獲得となった。

## トラックリスト
| 全作詞・作曲: AIKO、全編曲: 島田昌典（7:吉俣良 9:根岸孝旨）。 |                  |       |            |      |
| #                                                             | タイトル         | 作詞  | 作曲・編曲 | 時間 |
| 1.                                                            | 「beat」         | AIKO  | AIKO       | 4:10 |
| 2.                                                            | 「鏡」           | AIKO  | AIKO       | 5:10 |
| 3.                                                            | 「milk」         | AIKO  | AIKO       | 4:18 |
| 4.                                                            | 「KissHug」      | AIKO  | AIKO       | 6:04 |
| 5.                                                            | 「夏が帰る」     | AIKO  | AIKO       | 4:22 |
| 6.                                                            | 「リズム」       | AIKO  | AIKO       | 4:41 |
| 7.                                                            | 「嘆きのキス」   | AIKO  | AIKO       | 5:09 |
| 8.                                                            | 「より道」       | AIKO  | AIKO       | 5:30 |
| 9.                                                            | 「指先」         | AIKO  | AIKO       | 4:29 |
| 10.                                                           | 「Yellow」       | AIKO  | AIKO       | 4:39 |
| 11.                                                           | 「戻れない明日」 | AIKO  | AIKO       | 5:11 |
| 12.                                                           | 「あの子の夢」   | AIKO  | AIKO       | 4:26 |
| 13.                                                           | 「ヒカリ」       | AIKO  | AIKO       | 4:46 |
| 14.                                                           | 「トンネル」     | AIKO  | AIKO       | 5:33 |
| 合計時間:                                                     | 合計時間:        | 68:28 |            |      |

## 収録曲
1. beat [4:10][1]
本作の発売に伴いテレビ朝日系「ミュージックステーション」など多数の音楽番組で披露した。
2. 鏡 [5:10][1]
いままでaikoが使わなかった「俺」「ガン見」などの口語が使われている。
3. milk [4:18][1]
25thシングルの1曲目。
ブリヂストン「アルベルト」2009年CMソング。
4. KissHug [6:04][1]
24thシングル。
映画『花より男子ファイナル』挿入歌。
5. 夏が帰る [4:22][1]
ブリヂストン「アルベルト」2010年CMソング。
6. リズム [4:41][1]
7. 嘆きのキス [5:09][1]
25thシングルの2曲目。
ゲーム『ファイナルファンタジー・クリスタルクロニクル エコーズ・オブ・タイム』イメージソング。
8. より道 [5:30][1]
18thシングル「キラキラ」のカップリング曲。
ロックアレンジに改められている[2]。
本曲収録シングル後発売のアルバム『彼女』『秘密』には入らず本作にて収録。
9. 指先 [4:29][1]
10. Yellow [4:39][1]
11. 戻れない明日 [5:11]
26thシングル。
日本テレビ系テレビドラマ『曲げられない女』主題歌。
12. あの子の夢 [4:26][1]
NHK連続テレビ小説『ウェルかめ』主題歌。
同番組は2009年9月28日に放送開始され、同年12月31日放送の『第60回NHK紅白歌合戦』で歌唱されたが[3]、翌2010年3月27日の放送終了までシングル化されなかった[注 1]。
13. ヒカリ [4:46][1]
14. トンネル [5:33][1]
2010年の年明け直後にテレビで一度きり放映される恒例の「NEW YEAR CM」で使用された楽曲。作曲の経緯についてaikoは「トンネルを車で走っていた時にできた曲。そのあとパーキングエリアでガーッと書きました（笑）」と語っている。